# موزه بصره

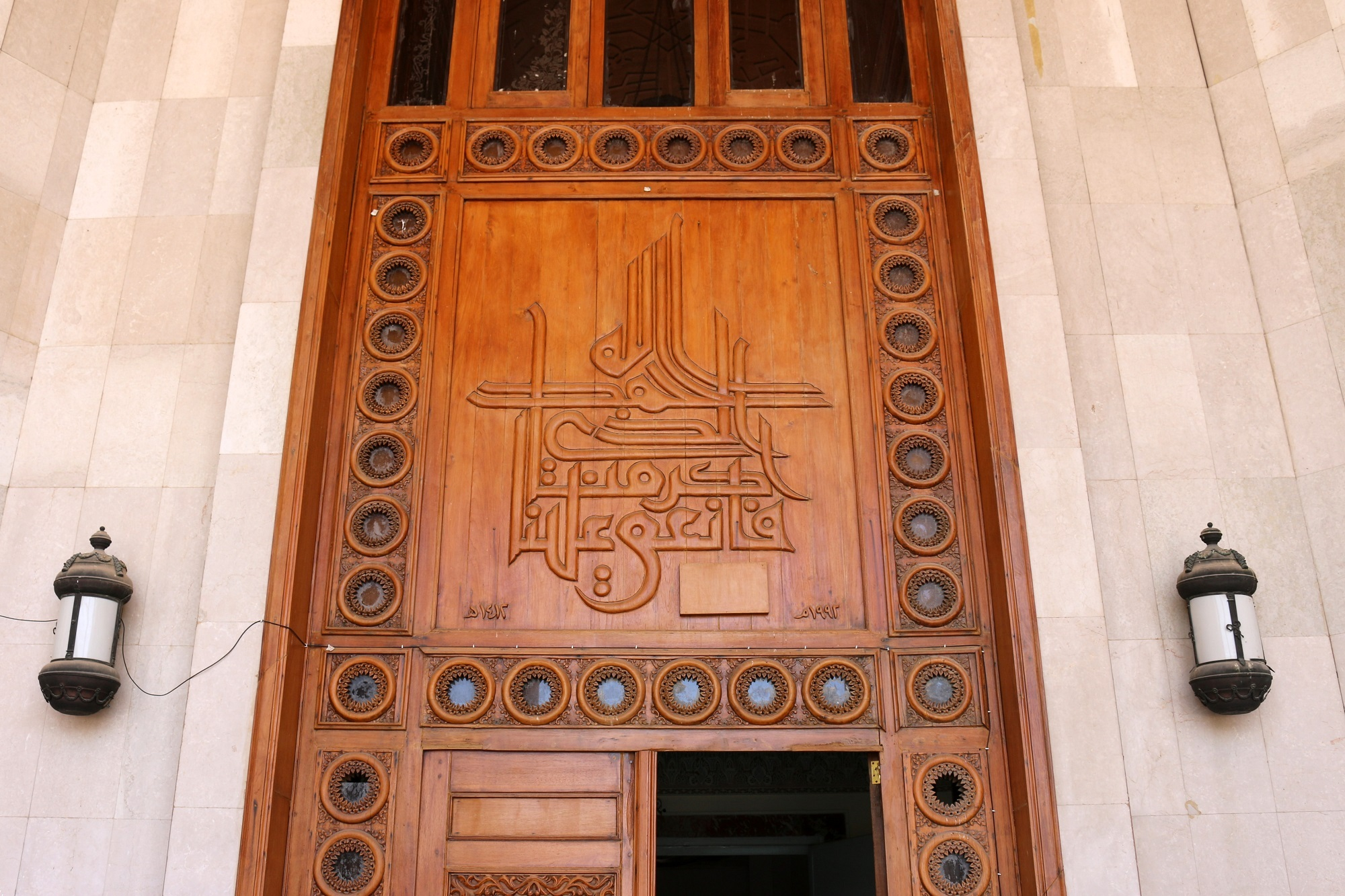
ورودی اصلی موزه بصره

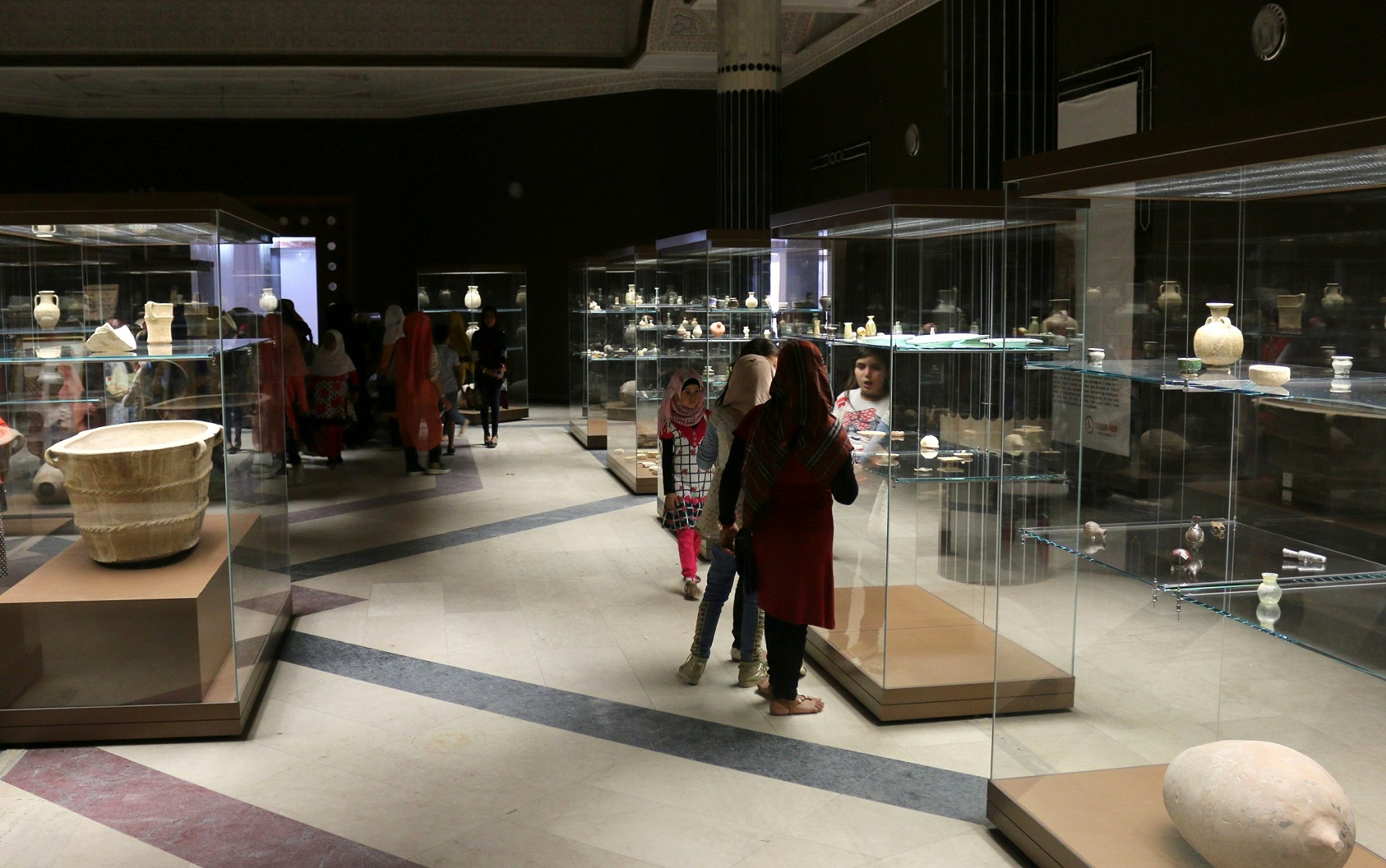
دانش‌آموزان در حال بازدید از موزه بصره

موزه بصره (عربی: متحف البصره) موزه‌ای است در شهر بصره در جنوب عراق. در این موزه گنجینه‌ای از تمدن میانرودان و ایران از دوران پیش و پس از اسلام وجود دارد. موزه بصره که پیشینه فعالیت آن به دهه 1970 میلادی باز می‌گردد، در جریان جنگ خلیج پارس در سال 1991 مورد دستبرد دزدان عتیقه قرار گرفت.
موزه بصره پس از سال‌ها تعطیلی به دلیل جنگ و ناامنی در منطقه، در سال 2016 بازگشایی شد. چندین نهاد اروپایی به ویژه موزه بریتانیا برای این کار همکاری کردند.
مدیر کنونی موزه قحطان العبید است.
ساختمانی که اکنون موزه بصره در آن قرار دارد، در گذشته یکی از کاخ‌های صدام حسین در جنوب عراق بود. بخش‌هایی از این کاخ در جریان یورش نیروهای بریتانیایی به عراق آسیب دید. در حال حاضر طبقه نخست کاخ، نوسازی شده و برای بازدید مردم باز است. چندین گالری برای این موزه طرح ریزی شده که اکنون تنها یکی از آن‌ها به نام "گالری بصره" آماده شده‌است.